# Клэр, Джон
Джон Клэр (англ. John Clare; 13 июля 1793, Хелпстон, Нортгемптоншир, — 19 мая 1864) — английский поэт, сын батрака. Воспевал традиционную английскую деревню и оплакивал её исчезновение. В конце 20 в. отношение к его поэзии изменилось, и сегодня он считается одним из крупнейших английских поэтов 19 в. Его биограф Джонатан Бейт считает, что Клэр был «крупнейшим поэтом рабочего класса в истории Англии. Никто не писал более сильных стихов о природе, о детстве, проведённом в деревне, и об отчуждённости, зыбкости своего "я"».

## Биография и творчество
Стал сочинять стихи под впечатлением от поэзии Джеймса Томсона. Одно стихотворение случайно попалось на глаза местному книготорговцу, который разыскал автора и свёл его с издателями.
Первый же сборник стихотворений Клэра «Стихотворения, описывающие сельскую жизнь и виды» (англ. Poems Descriptive of Rural Life and Scenery, 1820) имел большой успех. Клэр приехал в Лондон, познакомился с литературными знаменитостями. Несколько английских лордов приобрели для него дом и обеспечили ему пожизненную пенсию, однако с новым образом жизни Клэр так до конца и не свыкся. В дальнейшем были изданы ещё три книги Клэра, из которых лучшей считается последняя, «Сельская Муза» (англ. «The Rural Muse», 1835).
Тем не менее семья Клэра жила в нищете. Он пристрастился к выпивке, его здоровье сильно пошатнулось, ему стали невыносимы звуки. С 1837 года он, за исключением короткого промежутка в 1841 году, уже не покидал дома для умалишённых в Нортгемптоншире, где продолжал писать стихи и, в том числе, создал своё самое известное стихотворение «Я есмь» (англ. I am). Похоронен в Хелпстоне.
Описания природы, которую Клэр любил и понимал, бесхитростная философия, полная веры и легкой грусти, — вот содержание поэзии Клэра.

## Наследие и признание
Забытые более чем на полвека, стихи Клэра пережили возрождение интереса в начале XX столетия, сначала со стороны критиков и поэтов-символистов, а потом и читателей. В 1935 году вышел двухтомник его сочинений, в 2003 году завершено издание его произведений в 9-ти томах.
Влияние поэзии Клэра признавали Роберт Грейвс, Джон Эшбери. Драму о поэте написал английский драматург Эдвард Бонд (Сумасшедший, 1975). Образ Клэра появляется в цикле стихов Дерека Уолкотта «Щедрость» (1996), книге стихов Цыган и поэт (2013) Дэвида Морли.
В 1981 году в Хелпстоне создано Общество друзей Джона Клэра. В 1989 году табличка с его именем помещена в «Уголке поэтов» Вестминстерского аббатства.
Во второй половине XX века сочинения Клэра начали публиковаться на русском языке. В частности, несколько стихотворений этого автора перевёл Пётр Мамонов.

## Книги
- Poems Descriptive of Rural Life and Scenery (1820)
- The Village Minstrel, and Other Poems (1821)
- The Shepherd's Calendar with Village Stories and Other Poems (1827)
- The Rural Muse (1835)

## Публикации на русском языке
- Прекрасное пленяет навсегда: Из английской поэзии XVIII-XIX веков. — М.: Московский рабочий, 1988. — С. 249-251. — (Однотомники классической литературы).
- Стихи / Пер. и вступ. ст. Григория Кружкова // Иностранная литература. — 2005. — № 4.
- Пироскаф: Из английской поэзии XIX века / Пер. Григория Кружкова. — СПб.: Изд-во Ивана Лимбаха, 2008. — С. 168-215.